# ダンサ・デ・ロス・ボラドーレス

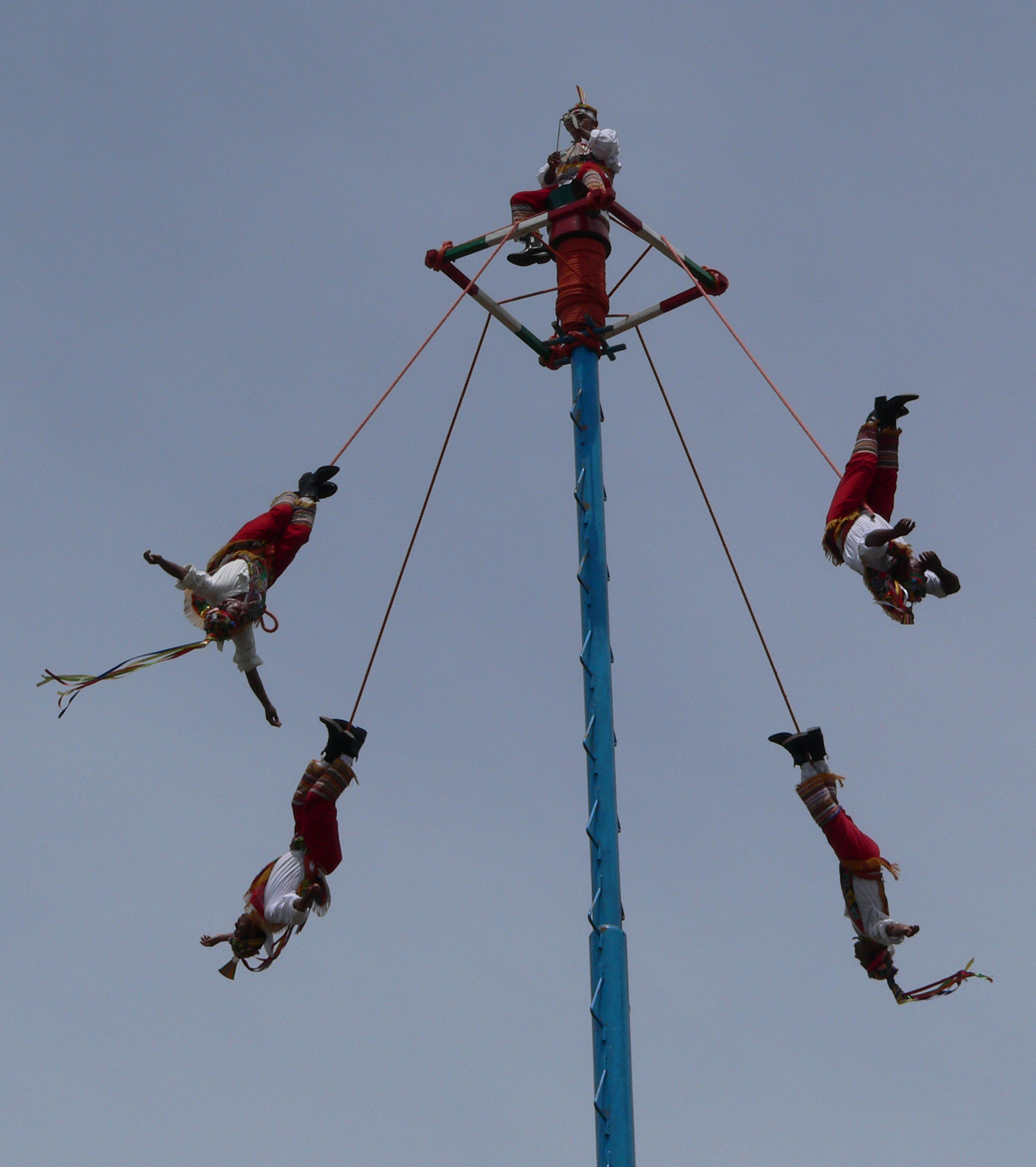
トトナック族によるボラドーレスの儀式。パパントゥラ・デ・オラルテ、ベラクルス州。

ダンサ・デ・ロス・ボラドーレス（Danza de los Voladores　または　Palo Volador）、あるいはボラドーレスは、古代メソアメリカに起源を持つ儀式である。この儀式はモダナイズされているものの現在でもメキシコの一部地域に残っている。ボラドーレスはもともとはメキシコ中央部のナワ族、ワステカ族、オトミ族に起源を持ち、その後メソアメリカの全土に広がったものと考えられている。儀式はダンスや30メートルのポールを上るといった段階を踏み、そのポールの頂から4人がロープにぶら下がり地上まで降下する。5人目はポールの頂に残り、踊ったり、笛や太鼓の演奏をこなす。神話に拠ればこの儀式は、深刻な旱魃を終わらせてくれるように神へ懇請するための意味を持っているとされる。この儀式は必ずしもトトナック族に起源を持つわけではないが今日では、特にベラクルス州、パパントゥラ・デ・オラルテではボラドーレスの儀式にはトトナック族が強く関わっている。この儀式はユネスコの無形文化遺産に登録されている。